# Ангель-Энгелювна, Станислава
Станислава Ангель-Энгелювна (пол. Stanisława Angel-Engelówna) — польская актриса театра и кино.

## Биография
Станислава Ангель-Энгелювна родилась 23 апреля 1908 года в Варшаве. Дебютировала в театре в 1935 г. Актриса театров в Варшаве, Лодзи и Щецине. Умерла 7 августа 1958 года в Щецине, похоронена на Центральном кладбище г. Щецина.

## Избранная фильмография
- 1938 — Вереск / Wrzos — Казя
- 1938 — Сердце матери / Serce matki — Мария
- 1938 — Рена / Rena (Sprawa 777) — Рена Ляска
- 1938 — Флориан / Florian — внучка Бронка
- 1939 — О чём не говорят / O czym się nie mówi... — Франия Вонторек, называемая «Утро»
- 1939 — Гений сцены / Geniusz sceny — Роза